# 中西喜美恵
中西 喜美恵（なかにし きみえ、本名、木村 喜美恵、1964年6月5日 - ）は、吉本新喜劇のマドンナ役として活躍していた女優。大阪市東淀川区出身、大阪芸術大学卒業。趣味は編み物・カラオケ・バス釣り。

## 芸歴・人物
1984年、大阪芸術大学在籍中にMBS制作の昼ドラ「くれなゐ」にレギュラー出演。
以降 NHK銀河テレビ小説をはじめ、テレビCM出演等関西を中心に活動。
1990年4月、「吉本新喜劇やめよッカナ？」キャンペーン期間終了後に吉本新喜劇に入団。10年ほどは、未知やすえらとともに、マドンナ役を担当。その後はマドンナ役のほか、やや老け役もやるようになる。2000年、5歳年下の自営業の男性と結婚。2003年、不妊治療のために一旦休業。
休業後は、吉本新喜劇を退団。以降は大阪を中心に各劇団の公演・イベントなど舞台俳優として活動中。
2022年7月より、だいとうFM（インターネットラジオ局）パーソナリティとして番組配信中。
2022年8月より、音頭座がらくに加入。河内音頭の太鼓奏者としても活動中。

### テレビドラマ
- くれなゐ（1984年、毎日放送）
- 必殺仕切人 第3話「もしもお江戸にピラミッドがあったら」（1984年、朝日放送）
- 忠臣蔵（1985年、日本テレビ）
- 名奉行 遠山の金さん 第1シリーズ 第20話「美人姉妹の復讐」（1988年、ANB / 東映）
- 暴れん坊将軍III（1988年、ANB）
  - 第1話「吉宗初暴れ! 少女涙の訴え状」 - 女
  - 第8話「晴れて夫婦の目安箱」 - お満
- 水戸黄門 第18部 第28話「印籠盗んだ女掏摸 -清水-」（1989年、TBS / C.A.L）
- 火曜スーパーワイド「美人OL探偵と窓際刑事II 南紀白浜振り子電車殺人事件」（1989年、テレビ朝日）

### CM
- サンガリア
- 武田薬品工業『アリナミンVドリンク』
- 関西電力
- 日産自動車
- キリンビール『関西風味』
- 大阪なみはや国体

ほか